# Espurio Postumio Albino Caudino
Espurio Postumio Albo Caudino  fue cónsul en el año 334 a. C., e invadió con su colega Tito Veturio Calvino, el país de los sidicinos, pero, a causa de las enormes fuerzas que el enemigo había acumulado, y con el informe de que los samnitas estaban llegando en su ayuda, fue nombrado un dictador.
Fue censor en 332 a. C. y magister equitum en 327 a. C., cuando Marco Claudio Marcelo fue nombrado dictador para celebrar los comicios.
En 321 a. C., fue cónsul por segunda vez con Tito Veturio Calvino. Marchó contra los samnitas, pero fue derrotado cerca de Caudium, obligado a entregarse con todo su ejército y humillado a pasar bajo el yugo. Como precio de su liberación y la del ejército, él, su colega y los otros comandantes debieron firmar en nombre de la República una paz humillante.
Los cónsules, a su regreso a Roma, dejaron sus magistraturas después de nombrar a un dictador y el Senado, con el asesoramiento de Albino, resolvió que todas las personas que habían jurado la paz debían ser entregadas a los samnitas.
Albino, con los demás cautivos, fue al país de los samnitas, pero estos se negaron a aceptarlos.